# Rue Saint-Jean-de-Latran
Pour les articles homonymes, voir Ospital.
La rue Saint-Jean-de-Latran est une ancienne rue de Paris, aujourd'hui disparue, qui était située dans le quartier Saint-Jacques et a disparu lors du percement de la rue des Écoles et de la place Marcelin-Berthelot (alors « place Cambrai »). Elle n'a aucun lien avec l'actuelle rue de Latran, sauf son nom.

## Situation

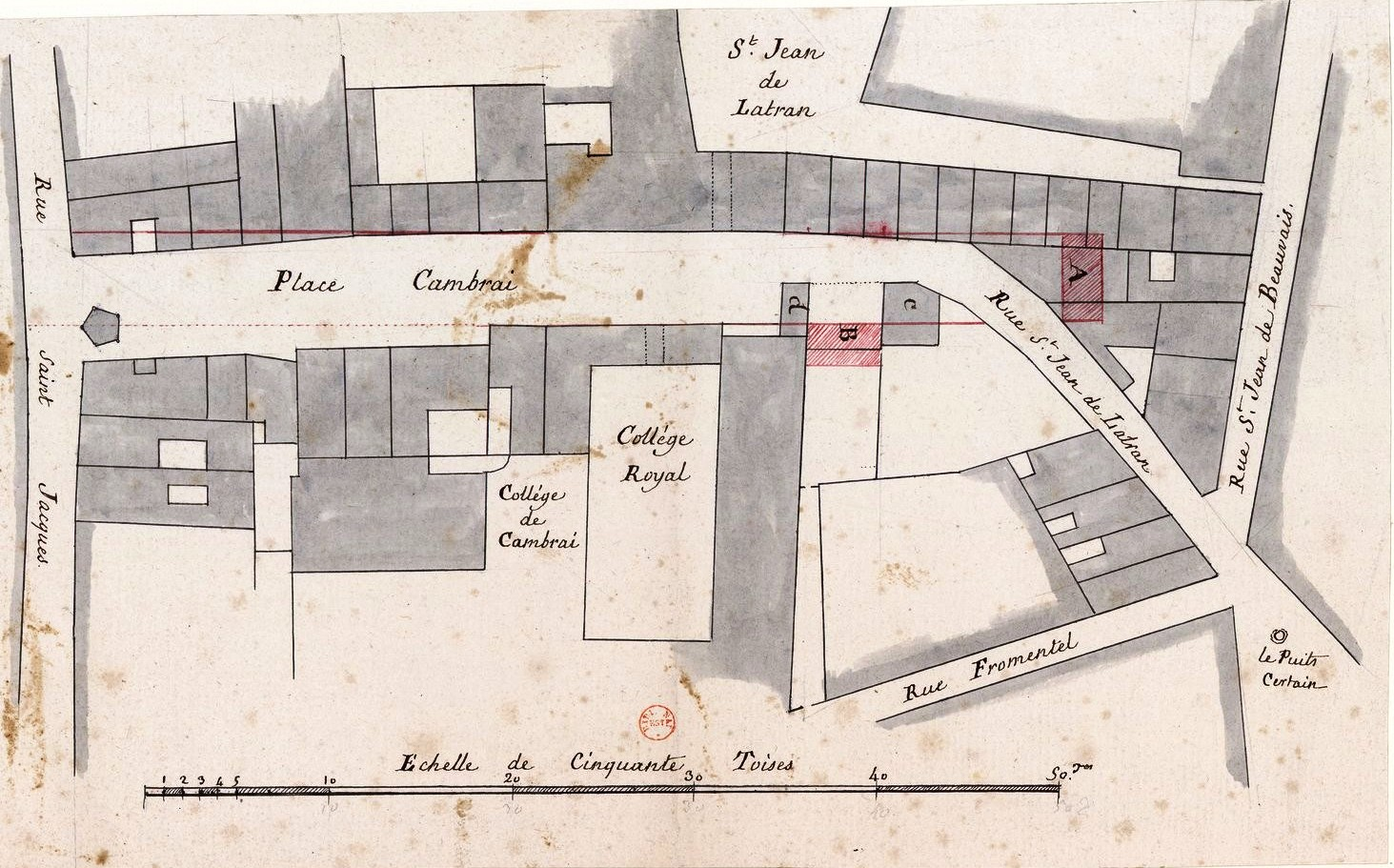
Plan du quartier du collège royal et du collège de Cambrai au XVIIIe siècle.

Cette rue, qui commençait rue Jean-de-Beauvais (alors « rue Saint-Jean-de-Beauvais ») et rue Fromentel et finissait place Marcelin-Berthelot (alors « place Cambrai »), était située dans l'ancien 12e arrondissement de Paris.
Les numéros de la rue étaient rouges. Le dernier numéro impair était le no 9 et le dernier numéro pair était le no 8.

## Origine du nom
La rue tient son nom à cause des Hospitaliers de Saint-Jean de Jérusalem, également appelés « Saint-Jean de Latran », qui y étaient établis dès 1171. C'est notamment sur la place qu'était la commanderie Saint-Jean-de-Latran. La rue du Commandeur, dans le 14e arrondissement, perpétue le souvenir de la maison que le commandeur de Saint-Jean-de-Latran avait dans ce qui était alors la campagne.

## Historique
Le plus ancien nom connu est « rue de l'Hôpital » à cause des Hospitaliers de Saint-Jean de Jérusalem, également appelés « Saint-Jean de Latran », qui y étaient établis dès 1171.
Elle est citée dans Le Dit des rues de Paris, de Guillot de Paris, sous la forme « rue de l'Ospital ».
Au XIVe siècle, elle est appelée « rue Saint-Jean-de-l'Hôpital », ou « rue Saint-Jean-de-Jérusalem », puis « rue Saint-Jean-de-Latran ».
Elle est citée sous le nom de « rue Saint Jehan de Latran » dans un manuscrit de 1636.
Elle disparaît, en 1854, lors du percement de la rue des Écoles.